# مارك أورورك
مارك أورورك هو لاعب كرلنغ كندي، ولد في 7 يوليو 1962 في تشارلوت تاون في كندا.